# Miłogost (imię)
Miłogost, Miłgost – staropolskie imię męskie, złożone z członów Miło- („miły”, „miłujący”) i -gost („goście”, „gościć”). Mogło oznaczać „przyjaznego gościom”.
Miłogost imieniny obchodzi 8 marca.

## Osoby noszące imię Miłogost
- Miłogost Reczek – aktor, dramaturg
- Miłogost – książę Wieletów